# NutriAsia
NutriAsia, Inc. er en filippinsk fødevarevirksomhed med hovedkontor i Taguig. Det blev grundlagt i 1991 af Joselito D. Campos Jr.